# Yongshun
Yongshun (永顺县,  Yǒngshùn Xiàn) ist ein Kreis des Autonomen Bezirks Xiangxi der Tujia und Miao im Nordwesten der chinesischen Provinz Hunan. 
Die Fläche beträgt 3.810 Quadratkilometer und die Einwohnerzahl 447.100 (Stand: Ende 2018).
Die Kupfersäule von Xizhou (Xizhou tongzhu 溪州铜柱) und die Laosicheng-Stätte (Laosicheng yizhi 老司城遗址), ein Dorf und früheres kulturelles Zentrum der Tujia, stehen seit 1961 bzw. 2001 auf der Liste der Denkmäler der Volksrepublik China.